# Edburton Castle Ring
Edburton Castle Ring är ett slott i Storbritannien.   Det ligger i grevskapet West Sussex och riksdelen England, i den södra delen av landet, 70 km söder om huvudstaden London. Edburton Castle Ring ligger 186 meter över havet.
Terrängen runt Edburton Castle Ring är platt österut, men västerut är den kuperad. Edburton Castle Ring ligger uppe på en höjd som går i öst-västlig riktning. Runt Edburton Castle Ring är det mycket tätbefolkat, med 3 022 invånare per kvadratkilometer. Närmaste större samhälle är Brighton, 9,5 km sydost om Edburton Castle Ring. Trakten runt Edburton Castle Ring består till största delen av jordbruksmark.